# Walid Shoebat
Walid Shoebat (arabisch وليد شعيبات, DMG Walīd Šuʿaibāt) ist nach eigenen Angaben ein ehemaliger PLO-Aktivist und heute ein Islamkritiker.

## Leben
Shoebat ist ein Amerikaner amerikanisch-arabischer Abstammung. Nach eigenen Angaben war sein Vater Jordanier, und seine Mutter Amerikanerin, die sich am Humboldt State College, Arcata, im US-Bundesstaat Kalifornien, kennengelernt hatten. Unweit davon, in Eureka, einer Stadt von um 40.000 Einwohnern, soll sein Urgroßvater mütterlicherseits Bürgermeister gewesen sein.
Nach eigenen Aussagen ist er ein ehemaliger PLO-Terrorist. Shoebat gelangte im englischen Sprachraum zu öffentlicher Aufmerksamkeit, als er öffentlich den Islam kritisierte und sich auf die Seite Israels stellte und für eine Beendigung der Krise im Nahen Osten warb.
Ferner ist er der Gründer der Walid-Shoebat-Stiftung, einer Organisation, die sich gegen Antisemitismus und für den Frieden im Nahen Osten einsetzt. Der 1993 vom Islam zum evangelikalem Christentum übergetretene Shoebat erschien des Öfteren im Fernsehen des englischen Sprachraums als Gast von Sendungen über Islam und Terrorismus (z. B. CNN, MSNBC, CBS und der BBC).

## Kritik an Shoebats Glaubwürdigkeit
Shoebat behauptete, er habe einen Sprengstoffanschlag auf die Bank Leumi, eine israelische Bank in Bethlehem, ausgeführt. Ein Artikel aus dem Jahre 2008 in der israelischen Zeitung Jerusalem Post schrieb, dass es einen solchen Anschlag zum besagten Zeitpunkt nie gegeben habe. Shoebats Onkel, der darin verwickelt gewesen sein soll, bestritt diesen Anschlag ebenfalls. Dem Artikel Omar Sacirbeys in der Washington Post (2010) zufolge, ist auch nie über einen solchen Anschlag berichtet worden. Im Artikel der Jerusalem Post werden auch zwei widersprüchliche Aussagen Shoebats hervorgehoben: 2010 sagte er, dass er nach dem Anschlag drei Tage versteckt gelebt habe und keine Nachrichten gehört habe. 2004 hatte er gegenüber dem britischen Sunday Telegraph gesagt, dass er am selben Abend in den Nachrichten gehört habe, dass niemand verletzt worden sei.